# Euchiton paludosus
Euchiton paludosus là một loài thực vật có hoa trong họ Cúc. Loài này được (Petrie) Holub mô tả khoa học đầu tiên năm 1974.